# Wapen van Heemstede

Het wapen van de gemeente Heemstede.

Het wapen van Heemstede is op 26 juni 1816 aan de gemeente Heemstede toegekend. Sindsdien is het wapen in ongewijzigde vorm in gebruik gebleven. 

## Geschiedenis
Het wapen van de gemeente Heemstede wordt als sinds de 14e eeuw gebruikt. In het begin door Jan van Heemstede, hij voerde het wapen met zeven geknotte vogels. Terwijl het wapen van Heemstede gevoerd wordt met zeven merletten. Het wapen van Van Heemstede was op zijn beurt gebaseerd op het wapen van het geslacht Muys van Holy, zij voerden echter een zilveren wapen.

## Blazoen
De beschrijving van het wapen van Heemstede luidt als volgt:
Van goud au franc canton of quartier, beladen met 7 canettes van keel, geplaatst en orle, het schild gedekt met een kroon en vastgehouden door 2 terugziende griffioenen, alles van goud.
Het schild is goud van kleur met in het heraldisch rechter bovenkwartier een rood kanton. Aan de rand zijn zeven merletten geplaatst. Als schildhouders worden er twee, op de tongen na, geheel gouden griffioenen gebruikt, zij kijken beide van het schild weg. De tongen van de griffioenen zijn rood van kleur. Het schild wordt gedekt door een drie bladerige kroon met daartussen twee parels. 

## Afbeelding

Wapen van Jan van Heemstede, Wapenboek Beyeren (voor 1405)